# Petros Mengis
Petros Mengis, né le 10 mars 2002,, est un coureur cycliste érythréen.

## Biographie
En 2021, Petros Mengis est sélectionné en équipe nationale pour participer aux championnats du monde espoirs, organisés en Belgique. L'année suivante, il représente son pays aux championnats d'Afrique. Il intègre ensuite une formation continentale turque en juillet 2023, après avoir obtenu de bons résultats dans différentes éditions des championnats d'Érythrée. Sous ses nouvelles couleurs, il remporte une compétition par étapes inscrite au calendrier de l'UCI Europe Tour. Il décroche également divers tops dix dans des courses d'un jour en 2024. 

## Palmarès et résultats

### Palmarès par année
- 2021
  -  Champion d'Érythrée du contre-la-montre espoirs
  - 2e du championnat d'Érythrée sur route espoirs
- 2022
  - 2e du championnat d'Érythrée du contre-la-montre espoirs
  - 2e du championnat d'Érythrée sur route espoirs
- 2023
  - 100th Anniversary Tour of The Republic
  - 2e du championnat d'Érythrée du contre-la-montre espoirs
  - 2e du championnat d'Érythrée sur route
  - 2e du championnat d'Érythrée sur route espoirs
- 2024
  - 3e du Grand Prix Kaisareia

### Classements mondiaux
| Année           | 2021 | 2022 | 2023 | 2024 |
| --------------- | ---- | ---- | ---- | ---- |
| UCI Africa Tour | 37e  | 116e | 28e  | 90e  |